# Sam Moskowitz
Sam Moskowitz (Newark, Nueva Jersey, 30 de junio de 1920-Newark, Nueva Jersey, 15 de abril de 1997), fue un escritor, crítico e historiador estadounidense de ciencia ficción.

## Biografía
Cuando era niño, Moskowitz disfrutaba enormemente leyendo revistas pulp de ciencia ficción. De adolescente organizó una filial de la Science Fiction League, una asociación de fanes del género. Donald A. Wollheim le ayudó a organizar a los Futurianos, un club rival con tendencias marxistas. Todavía en la adolescencia, Moskowitz fue uno de los organizadores y presidió la primera Convención mundial de ciencia ficción celebrada en Nueva York en 1939. Le prohibió el acceso a la convención a un grupo de Futurianos porque amenazaron con interrumpirla; este acontecimiento se conoce por los historiadores del fandom como The Great Exclusion Act of 1939.
Posteriormente trabajó profesionalmente en el campo de la ciencia ficción. Fue agente literario entre 1941 y 1942 y en 1953 editor de Science-Fiction Plus, una revista del género de corta duración propiedad de Hugo Gernsback, y también editó un breve resurgimiento de cuatro números de Weird Tales entre 1973 y 1974. Compiló alrededor de dos docenas de antologías y algunas colecciones de un solo autor, la mayoría publicadas en los años 1960 y principios de los 1970. Moskowitz también escribió un puñado de relatos (tres publicados en 1941, uno en 1953, tres en 1956), aunque es más conocido por sus libros y estudios sobre la historia de la ciencia ficción, en particular dos colecciones de biografías cortas de autores, Explorers of the Infinite y Seekers of Tomorrow, así como su reconocida Under the Moons of Mars: A History and Anthology of “The Scientific Romance” in the Munsey Magazines, 1912-1920. Su exhaustiva catalogación de los primeros relatos de las revistas de ciencia ficción de importantes autores del género sigue siendo el mejor recurso para los no especialistas.
Aunque observó algunos errores en el libro, Theodore Sturgeon elogió Explorers of the Infinite, diciendo que «nadie ha estudiado las raíces de la ciencia ficción como Mr. M.; probablemente nadie lo hará; posiblemente nadie más lo puede hacer». Respecto a Seekers of Tomorrow, Algis Budrys dijo que «Moskowitz sabe y transmite al menos tanto sobre la historia de la ciencia ficción y su evolución como ninguna otra persona posiblemente podría».
Entre sus obras se encuentra también The Immortal Storm, una revisión histórica de la lucha intestina en el mundo fandom; la escribió en un estilo grandilocuente que hizo que los acontecimientos descritos en la obra parecieran tan importantes que, como el historiador Harry Warner, Jr. bromeó, «No te decepciona aunque la leas inmediatamente después de una historia de la Segunda Guerra Mundial». Anthony Boucher señaló que «nunca se ha escrito tanto sobre tan poco», pero agregó que el libro era «un documento único, no exento de valor social y psicológico».
Moskowitz también fue un reconocido coleccionista de libros de ciencia ficción, con un gran número de obras de los primeros tiempos y libros muy raros. Su colección de libros fue subastada después de su muerte. First Fandom, una organización de fanes de la ciencia ficción activa desde antes de 1940, otorga desde 1998 un premio a la excelencia en el coleccionismo en memoria de Moskowitz, generalmente durante la Convención mundial de ciencia ficción.
Bajo el seudónimo Sam Martin, también fue editor de las publicaciones comerciales Quick Frozen Foods y Quick Frozen Foods International durante muchos años.
Moskowitz fumaba cigarrillos con frecuencia durante su vida adulta. Pocos años antes de su muerte, a causa de un cáncer de garganta le extirparon la laringe. Continuó hablando en convenciones de ciencia ficción, utilizando para ello una caja de voz electrónica apoyada en la garganta. A lo largo de sus últimos años, aunque sus controvertidas opiniones a veces fueron discutidas, fue reconocido como una autoridad en el estudio de la historia de la ciencia ficción.

## Obras

### No ficción
- The Immortal Storm: A History of Science Fiction Fandom (1954)
- Explorers of the Infinite: Shapers of Science Fiction (Cleveland: World Pub. Co, 1963)
- Seekers of Tomorrow: Masters of Modern Science Fiction (Westport, Conn: Hyperion Press, 1974, ISBN 0883551292)
- A Canticle for P. Schuyler Miller (1975)
- Science Fiction Calendar 1976 (1975)
- Strange Horizons: The Spectrum of Science Fiction (1976)
- Charles Fort: A Radical Corpuscle (1976)
- Science Fiction in Old San Francisco: 1 History of the Movement, From 1854 to 1890 (1980)
- A. Merritt: Reflections in the Moon Pool (1985) con A. Merritt
- Howard Phillips Lovecraft and Nils Helmer Frome: A Recollection of One of Canada's Earliest Science Fiction Fans (1989)
- After All These Years... (1991)

### Antologías
- Editor's Choice in Science Fiction (1954)
- The Coming of the Robots (1963)
- Exploring Other Worlds (1963)
- Modern Masterpieces of Science Fiction (1965)
- Strange Signposts (con Roger Elwood) (1966)
- Doorway Into Time (1966)
- Masterpieces of Science Fiction (1966)
- Three Stories (1967) (aka. A Sense of Wonder, The Moon Era)
- The Human Zero and Other Science-Fiction Masterpieces (con Roger Elwood) (1967)
- Microcosmic God (1968) (aka. The Microcosmic God)
- Science Fiction by Gaslight; A History and Anthology of Science Fiction in the Popular Magazines, 1891-1911 (Cleveland: World Pub. Co, 1968)
- The Vortex Blasters (1968)
- The Time Curve (con Roger Elwood) (1968)
- Alien Earth and Other Stories (con Roger Elwood) (1969)
- Other Worlds, Other Times (con Roger Elwood) (1969)
- The Man Who Called Himself Poe (Garden City, N.Y.: Doubleday, 1969)(aka. A Man Called Poe: Stories in the Vein of Edgar Allan Poe)
- Great Untold Stories of Fantasy and Horror (con Alden H. Norton) (1969)
- Under the Moons of Mars; A History and Anthology of "the Scientific Romance" in the Munsey Magazines, 1912-1920 (Nueva York: Holt, Rinehart y Winston, 1970)
- Futures to Infinity (1970)
- Horrors Unknown (1971)
- The Space Magicians (con Alden H. Norton) (1971)
- Ghostly By Gaslight (con Alden H. Norton) (1971)
- When Women Rule (1972)
- Horrors in Hiding (con Alden H. Norton) (1973)
- Horrors Unseen (1974)